# Чанкета (Кјети)
Чанкета (итал. Cianchetta) је насеље у Италији у округу Кјети, региону Абруцо.
Према процени из 2011. у насељу је живело 147 становника. Насеље се налази на надморској висини од 141 м.